# Общий тюркский алфавит
О́бщий тю́ркский алфави́т (азерб. Ortaq türk əlifbası, баш. Уртаҡ төрки әлифбаһы, каз. Ортақ түркі әліпбиі / Ortaq türkı älıpbiı, кирг. Жалпы түрк алиппеси, якут. Бүттүүн түүр алпаабыта, тат. Уртак төрки әлифбасы, тур. Ortak Türk Alfabesi, чув. Пӗрлехи тĕрĕк алфавичĕ, англ. Common Turkic Alphabet) — проект единого латинского алфавита для всех тюркских языков, разработанный Организацией Тюркских Государств с целью упростить взаимопонимание и культурный обмен между тюркскими народами. 
| А а | B b | C c | Ç ç | D d | Е е | Ə ə |
| F f | G g | Ğ ğ | H h | X x | I ı | İ i |
| J j | K k | Q q | L l | М m | N n | Ñ ñ |
| О о | Ö ö | P p | R r | S s | Ş ş | Т t |
| U u | Ŭ ŭ | Ü ü | V v | Y y | Z z |     |

Языки, фактически уже использующие общий тюркский алфавит версии 2024 года для своих национальных языков:
- азербайджанский язык
- крымскотатарский язык
- турецкий язык

С небольшими изменениями, общий тюркский алфавит используют также следующие языки:
- гагаузский язык
- татарский язык (латиница, с 2012 года)
- казахский язык (латиница, с 2021 года)

## История
Первые попытки создания общетюркского алфавита советских тюркских народов на основе латиницы были предприняты ещё 1920-е в СССР, которое получило название яналиф (в переводе с татарского — Новый алфавит).
В конце октября 1991 года на симпозиуме «Современный тюркский алфавит», организованном Институтом тюркологии Университета Мармара, в Стамбуле по инициативе азербайджанского академика Афада Гурбанова обсужден лингвистами тюркоязычных государств общий тюркский алфавит. В том заседании приняли участие языковеды из Азербайджана, Казахстана, Кыргызстана, Туркменистана и Турции. Проект был единодушно одобрен. Он был основан на турецком алфавите, но с добавлением некоторых недостающих букв: ä, ñ, q, w, x. В итоге алфавит состоял из 34 букв, 29 из которых были взяты из турецкого.
| А а | Ä ä | B b | C c | Ç ç | D d | Е е |
| F f | G g | Ğ ğ | H h | I ı | İ i | J j |
| K k | L l | М m | N n | Ñ ñ | О о | Ö ö |
| P p | Q q | R r | S s | Ş ş | Т t | U u |
| Ü ü | V v | W w | X x | Y y | Z z |     |

Первым принял этот алфавит Азербайджан в декабре 1991 года, позднее Туркменистан в апреле 1993 года и Узбекистан в сентябре 1993 года. В сентябре 1993 года на очередной конференции в Анкаре, представители Азербайджана, Туркменистана и Узбекистана официально заявили о переходе на новый алфавит.
Однако уже в 1992 году Азербайджан реформирует свой алфавит и заменяет букву ä на ə, взятую из старой кириллицы и яналифа.
В дни празднования Наурыза в марте 1993 года в Анталье были утверждены некоторые изменения алфавита. Введена буква ə (вместо ä), а также изменён порядок букв.
| А а | B b | C c | Ç ç | D d | Е е | Ə ə |
| F f | G g | Ğ ğ | H h | X x | I ı | İ i |
| J j | K k | Q q | L l | М m | N n | Ñ ñ |
| О о | Ö ö | P p | R r | S s | Ş ş | Т t |
| U u | Ü ü | V v | W w | Y y | Z z |     |

В мае 1995 года правительство Узбекистана полностью отказывается от нового алфавита в пользу другого, основанного лишь на стандартной 26-буквенной латинице. Эту же версию принимают и для каракалпакского языка.
Туркменистан тоже вводит в 1995 году свой алфавит, лишь частично схожий с общим тюркским, но отличающийся от него по ряду букв.
В итоге общим тюркским алфавитом с небольшими изменениями пользуются лишь азербайджанский (1991, с изменением одной буквы в 1992), гагаузский (1996), крымскотатарский (1992, официально с 1997), татарский в Татарской Википедии (с 2013 года) и некоторых средствах массовой информации (с 1999 года).
Татарская латиница, введённая в сентябре 1999 и отменённая в январе 2005, использовала несколько отличный набор дополнительных букв (ŋ вместо ñ, ə вместо ä), а также букву ɵ вместо турецкой ö. С 24 декабря 2012 года общий тюркский алфавит официально используется как средство транслитерации татарской кириллицы.
В 2019 году правительство Узбекистана представило обновлённую версию узбекского латинского алфавита, в которой были обновлены пять букв; диграфы /ts/, /sh/, /ch/, /oʻ/ и /gʻ/ было предложено обозначать буквами c, ş, ç, ó and ǵ соответственно. Это отменяет реформу 1995 года и приближает орфографию к орфографии турецкого, а также туркменского, каракалпакского, казахского (версия 2018 года) и азербайджанского языков.
В апреле 2021 года была представлена обновлённая версия казахского латинского алфавита, в которой появились буквы Ä ä (Ə ə), Ö ö (Ө ө), Ü ü (Ү ү), Ğ ğ (Ғ ғ), Ū ū (Ұ ұ), Ñ ñ (Ң ң) и Ş ş (Ш ш). Эту версию планировалось официально реализовать начиная с 2023 года.
В сентябре 2023 года в Узбекистане предложили изменить четыре буквы узбекского алфавита: Õ õ (Ў), Ğ ğ (Ғ), С с (Ч) и Ş ş (Ш).
11 сентября 2024 года специально созданная Организацией тюркских государств комиссия по общетюркскому алфавиту приняла обновлённую её версию. В нём исключена буква w, включена буква ŭ, а также незначительно изменён порядок букв.